# 鈴木将典
鈴木 将典（すずき まさのり、1976年 - ）は、日本の歴史学者、博士。専門は戦国・織豊期の社会経済史。

## 来歴
東京都生まれ。1999年駒澤大学文学部歴史学科卒業、2002年駒澤大学大学院人文科学研究科日本史学専攻修士課程修了。2009年駒澤大学大学院人文科学研究科歴史学専攻博士後期課程修了、博士（歴史学）、論文の題は『戦国織豊期の大名権力と地域社会:甲斐・信濃両国を事例として』）。戦国・織豊期の社会経済史、特に戦国大名武田氏や織田・豊臣政権の支配構造を専門とする。
2003年3月より江東区中川船番所資料館学芸員（非常勤）。2011年4月から駒澤大学文学部歴史学科 非常勤講師を併任。2015年4月、江東区芭蕉記念館 学芸員（非常勤）。
2018年4月より公益財団法人静岡市文化振興財団 事務局学芸課 学芸員。2022年4月より静岡市歴史博物館 学芸課 主任（学芸員）。戦国史研究会 事務局長、静岡県地域史研究会 幹事などを歴任。
著書に『中近世移行期の大名権力と地域社会』『国衆の戦国史―遠江の百年戦争と「地域領主」の興亡』『戦国大名武田氏の戦争と内政』『戦国大名武田氏の領国支配』など。

## 著書
- 『戦国大名武田氏の領国支配』岩田書院 2015.12
- 『戦国大名武田氏の戦争と内政』星海社 2016.7
- 『国衆の戦国史―遠江の百年戦争と「地域領主」の興亡』洋泉社,歴史新書ｙ 2017.4
- 『中近世移行期の大名権力と地域社会』戎光祥出版 2025.1

### 編著
- 『論集戦国大名と国衆 〈８〉 遠江天野氏・奥山氏』岩田書院 2012.3

- - 国立国会図書館サーチを参照
  - CiNii>鈴木将典を参照